# لوماتسش
لماتسش (بالألمانية: Lommatzsch) هي بلدة ألمانية تقع في ألمانيا في ساكسونيا.  يقدر عدد سكانها بـ 5,875 نسمة .

## المدن التوأمة
مدن Kiskunmajsa و Weissach im Tal هي مدن توأمة لـلماتسش.